# Upstream (spionage)
Upstream is een term die door de Amerikaanse National Security Agency (NSA) wordt gebruikt als naam van een reeks programma’s voor het onderscheppen van telefoon- en internetverkeer over de internet-backbone, dat wil zeggen de grote nationale en internationale internetkabels en -switches. Naast het Upstream-programma verzamelt de NSA ook informatie uit internetcommunicatie via afspraken met internetproviders, onder het programma met de codenaam PRISM.
Upstream zelf zou bestaan uit de deelprogramma's FAIRVIEW, BLARNEY en STORMBREW voor gegevensverzameling binnen de VS, terwijl OAKSTAR acht systemen omvat voor internationale gegevensverzameling.
Zowel de Upstream-programma's als PRISM werden door klokkenluider Edward Snowden aan het licht gebracht, en beide vallen onder de divisie Special Source Operations (SSO), die instaat voor bijzondere inlichtingenoperaties, in szmenwerking met internetbedrijven.
Het Upstream-programma was onderwerp van de rechtszaak Wikimedia Foundation v. NSA (2015-2023).